# Cantalejo
Cantalejo (en gacería, Vilorio Sierte) es un municipio y localidad de España, en la provincia de Segovia, comunidad autónoma de Castilla y León. Cuenta con una población de 3558 habitantes (INE 2024).

## Geografía

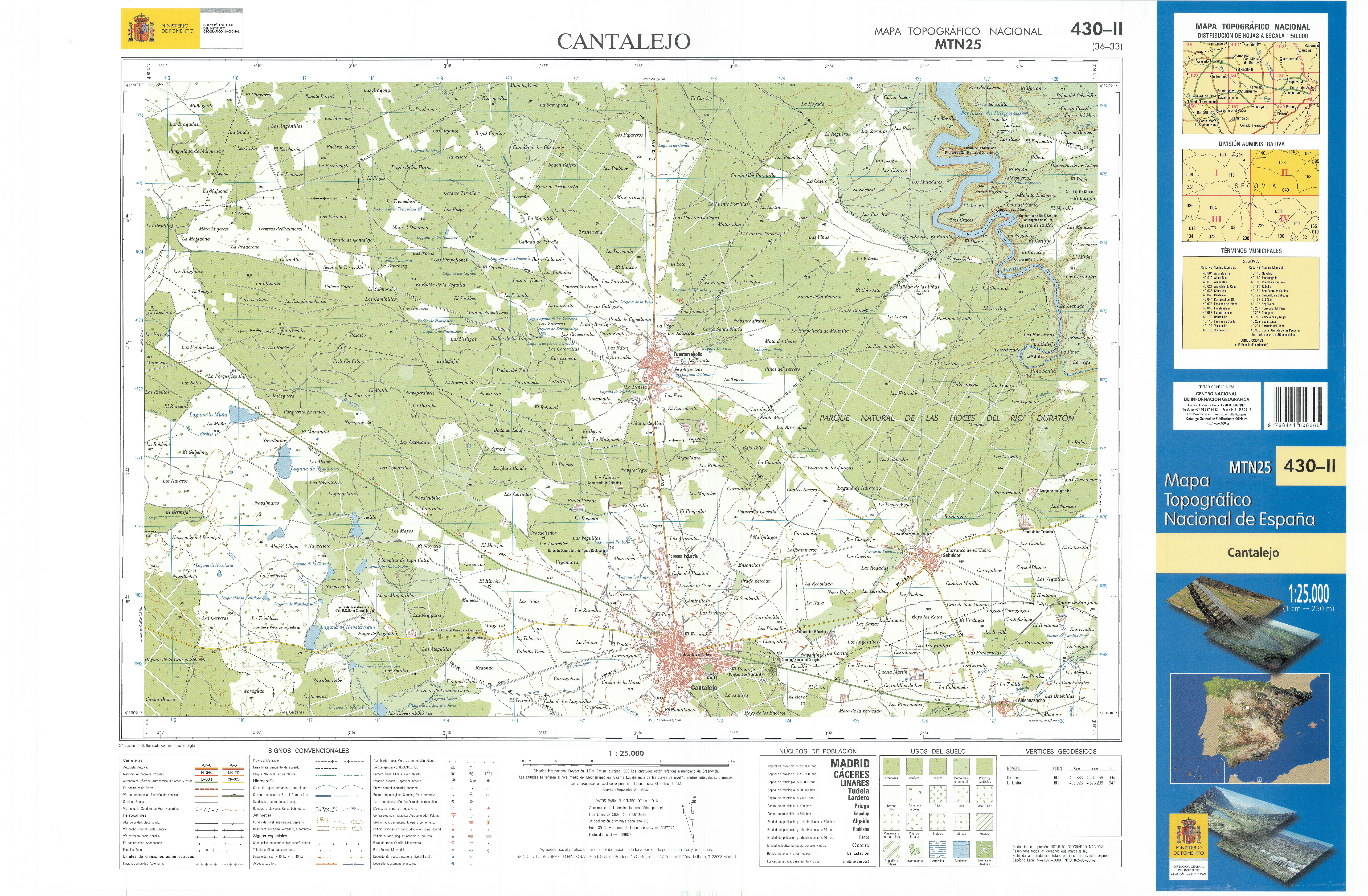
Fragmento de la hoja 430 del Mapa Topográfico Nacional de España de 2008 en el que se representa parte de Cantalejo

Tiene una superficie de 79,43 km². El territorio de Cantalejo cabalga la divisoria de las cuencas del Duratón y del Cega; pero su historia está vinculada, desde sus más remotos orígenes, al cañón del Duratón, cuna de lo que llegaría a ser la Comunidad de Villa y Tierra de Sepúlveda en la actual provincia de Segovia.

La orografía cantalejana carece de relieves apreciables; ni montículos ondulantes ni barrancos sinuosos trocean la superficie. La toponimia sólo habla de cotarros y cotarrillos, muñecas, suaves atalayas y algún cerro que no merece ese nombre. Los arenales pliocuaternarios han rellenado los desniveles excavados en las capas media e inferior del Mioceno, originando una topografía ligeramente ondulada, sin huesos a flor de piel. El casco urbano se asienta a 963 metros de altitud; sus cotas más altas son La Atalaya con 982 metros y el mojón divisorio de los términos de Cantalejo, Cabezuela y Aldeonsancho, en el cerro de La Mata del Valle, que alcanza 994 metros. Las tierras más bajas del municipio son Arroyo de Nava el Pobo con 902 metros, Rivillas y El Escobarón que sólo llegan a los 891 metros. El manto arenoso, que cubre toda la Tierra de Pinares, tiene su mayor espesor en Cantalejo, donde un sondeo ha perforado los 100 metros de arenas.

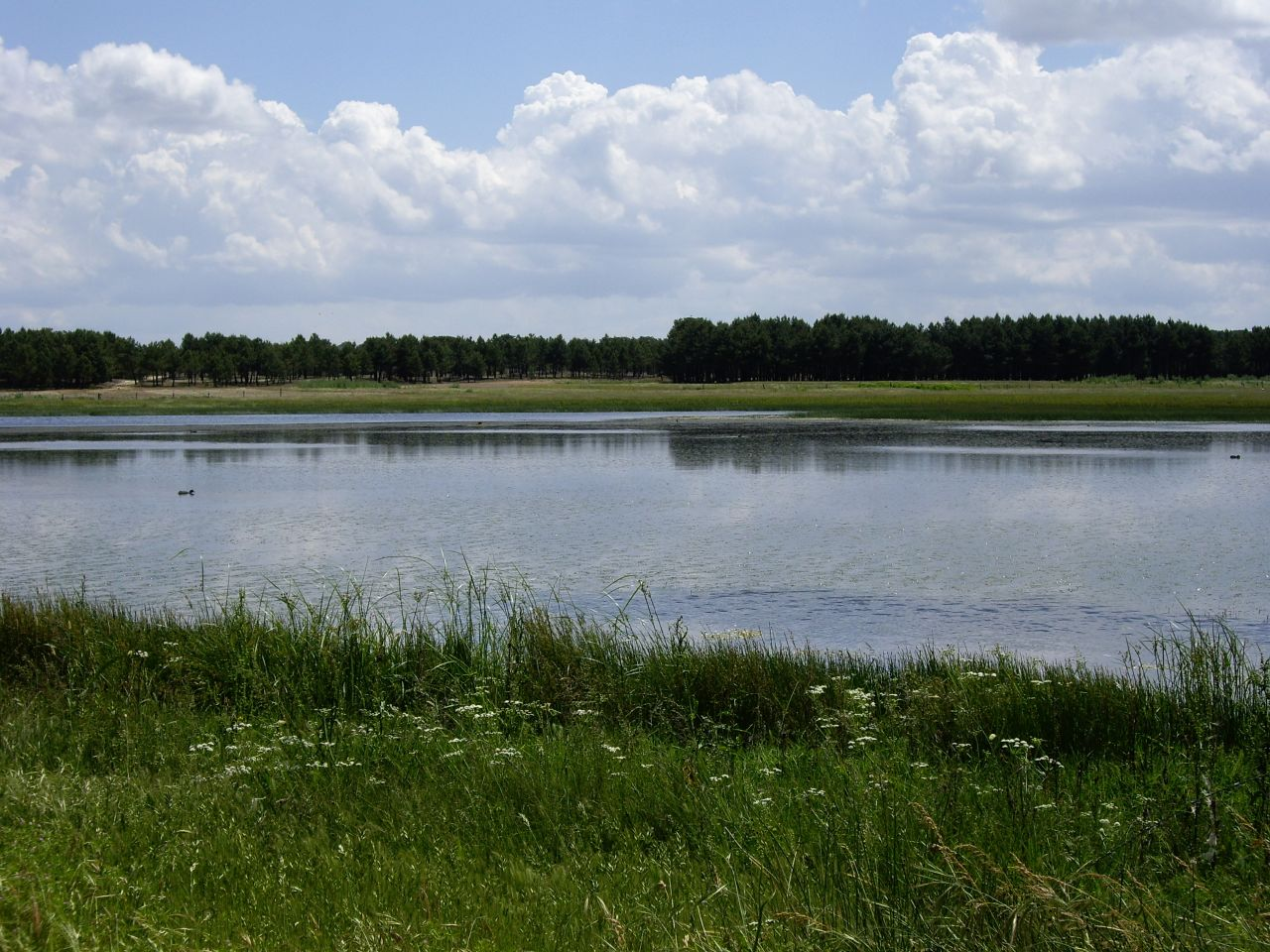
Lagunas de Cantalejo.

En algunos parajes estas arenas asemejan un paisaje de dunas marítimas, ilusión que se acentúa cuando las aguas de lluvia y los arroyos se remansan en charcas y lagunas. Todavía perviven restos del dique de vergueras que protegía de las arenas movedizas el flanco sudoriental de la población. La permeabilidad de esta cobertera arenosa ha dejado sin avenamiento amplios espacios interfluviales de escaso nivel freático. Esto ha producido un endorreísmo superficial, que a su vez ha originado un rosario de espejeantes lagunas y bodones, bandejas de agua dulce entre pinares, preciado tesoro ecológico de los cantalejanos.
| Noroeste: enclave de Cotarro Piñonero (Fuentidueña) | Norte: Fuenterrebollo, Sebúlcor | Noreste: Sepúlveda                  |
| Oeste: Lastras de Cuéllar                           |                                 | Este: San Pedro de Gaíllos          |
| Suroeste: Cabezuela                                 | Sur: Cabezuela                  | Sureste: Puebla de Pedraza, Rebollo |

Por la localidad trascurre el Camino de San Frutos, en la cuarta etapa de su itinerario por Caballar.

### Núcleos de población
- Aldeonsancho, municipio independiente hasta 02/12/1970.[4][5]
- Cantalejo, capital del municipio.
- Valdesimonte, entidad local menor desde el 14/03/1980,[6] municipio independiente hasta 02/12/1970.[4][5]

## Historia

### El bosque

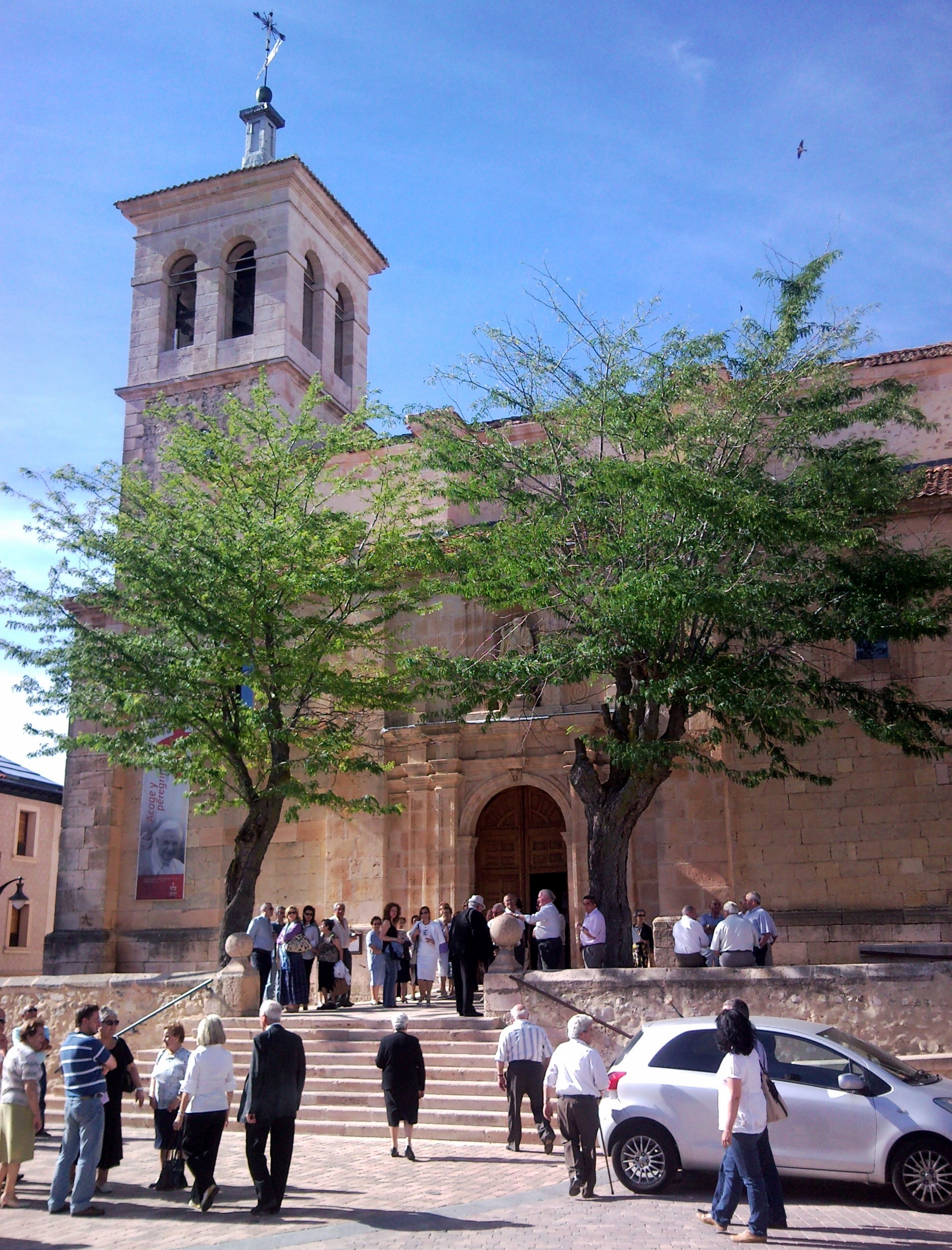
Iglesia de San Andrés.

Dadas sus características edafológicas, Cantalejo fue siempre tierra de bosque. Los antepasados prehistóricos y antiguos conocieron robledales y encinares. Ambas especies forestales eran utilísimas; con la corteza, rica en tanino, curtían las pieles; con las glandes o bellotas se alimentaban todos los animales herbívoros, incluso el hombre; las hojas proporcionaban al ganado nutritivo ramón; la madera constituía una fuente de riqueza para los rudos artesanos de muebles, utensilios, aperos de labranza y construcción de viviendas; la leña suministraba combustible a los hogares. El hombre, agradecido a tantos beneficios, impuso a estos árboles un nombre bien expresivo, compuesto de dos palabras celtas kar y quez, que significan “hermoso árbol”. De estas dos palabras celtas procede la latina "Quercus". En el bosque de Cantalejo está documentado el pinar desde el siglo XI, contra lo que sostiene Helmuth Hopfner, para quien el pinar de Castilla la Vieja aparece en documentos literarios por primera vez a comienzos del siglo XIV y se extiende a partir del siglo XV. Al delimitar el lugar de San Frutos, donado a los monjes de Silos por Alfonso VI, el 17 de agosto de 1076, se dice expresamente: «... cum exiit al pinar et vadit inter illum pinare...». Cuando Alfonso VII, el 14 de diciembre de 1137, concedió a don Pedro, arcediano de Segovia, la granja de Salcedón, junto al río Cega, se fijaron estos límites: «sicut diuidit illud pinar quod est inter Baguilafont et cegam...»,es decir, el pinar existente entre Aguilafuente y el Cega. Después se menciona el camino de Turégano por Cantalejo a Fuentidueña. Mediado el siglo XVI, en Cantalejo abundan tanto los robles como los pinos, como se deduce de las almonedas de madera y remates de ‘leñas que hacia el concejo. Hoy apenas crecen unas matas de robles entre millones de pinos, de la especie Pinus Pinaster. Al abrigo del bosque y al arrimo de sus lagunas encontraron cómodo alojamiento las tribus celtas, que aquí llegaron. Cantalejo nació del vientre del bosque y, a medida que la criatura crecía, el bosque, como buena madre, disminuía y le entregaba su territorio. Cantalejo, agradecido, cuidó y mejoró su bosque durante milenios. En él hallaron los inmigrantes tardíos, los sin tierra, la materia prima para su industria de trillos, cribas y demás aperos agrícolas, famosos en toda la España cerealista hasta los años sesenta del siglo XX. El pino fue durante muchos años fue medio de subsistencia para muchas familias por su resina y madera.

### Cantalejo vacceo
Los datos más antiguos de este pueblo son sus topónimos. El acta de nacimiento de Cantalejo es su nombre. Este topónimo está compuesto de un nombre de persona, que podría ser Aelius, Alaesius, Alaius, precedido de Cant-. En un diploma del 14 de diciembre de 1137 aparece escrito Cantaleio. La raíz cant- divide a los etimólogos. Unos le atribuyen origen céltico, de acuerdo con el indoeuropeo kan-tho-, identificado por Julius Pokorny[cita requerida]. Significa rincón, cantón, límite, frontera. Otros, basándose en la distribución geográfica de kan-tho y voces europeas afines, piensan en un estrato preindoeuropeo. Sea celta o precelta, el jefe dGuerreros. En éste hemos hallado abundantes fragmentos de cerámica sigillata hispánica y un trozo de un ara votiva de piedra caliza con esta inscripción: "N.LVTIATVS". Los e la tribu que se estableció en estos parajes, tomó posesión de ellos y les impuso su nombre: Cantaelius, Cantalaius, Cantalaesius, es decir: Rincón o Cantón de Aelius, de Alaesius o de Alaius. Hacia el siglo IV a. C., Cantalejo pertenece al territorio de los vacceos, cuya raíz vaci- tiene carácter céltico. No obstante la imprecisión de fronteras entre vacceos y arévacos, es opinión muy común que el área de influencia de los vacceos, dentro de la provincia segoviana, se extendía desde Coca y Cuéllar hasta la margen izquierda del Duratón, es decir, dominaban toda la actual Tierra de Pinares, en cuyo límite o frontera oriental se ubica Cantalejo, topónimo que responde perfectamente a su ubicación.

### Cantalejo romano
Dentro del contorno del primitivo Cantalejo surgen otros núcleos similares, que a lo largo de los siglos van incorporándose a Cantalejo. A finales del siglo I de la era cristiana, aparecen en las zonas rurales de Segovia las "villae rusticae" o casas de labranza. Abandonadas o destruidas durante la crisis del siglo III, se reconstruyen y multiplican con el latifundismo del siglo IV. En esta comarca la más conocida de estas villas rústicas se halla en Aguilafuente. Los arqueólogos no han mostrado el mínimo interés por Cantalejo; pero unas elementales prospecciones de superficie nos han suministrado suficientes materiales para corroborar la existencia de algunos yacimientos de tiempos romanos en el municipio de Cantalejo, como el Cotarro de Carragolván, Los Sotillos y restos arqueológicos de guerreros pertenecen a la época tardorromana, siglos V-VI probablemente, y son vestigios de una villa rústica romana. De ascendencia romana queda en Cantalejo el topónimo China, que deriva de Chana y da nombre a una laguna. Según algunos filólogos, Chana procede de Xana, evolución fonética y semántica de Diana, la diosa virgen de los bosques y de la caza. Es muy verosímil en Laguna China la existencia de un santuario, anterior a la romanización de esta comarca cantalejana. Los celtas consideraban al bosque como santuario viviente, morada de los dioses arbóreos, que prodigan la lluvia, multiplican los ganados y facilitan a la mujer el parto. En este lugar de culto celta, dedicado después a Diana, se levantó la ermita de Santa María de Laguna China, actualmente llamada Santa María del Pinar, patrona de Cantalejo.

### Cantalejo visigodo
De la presencia de los visigodos en Cantalejo son prueba algunos topónimos y yacimientos. Rando dio su nombre a un prado, Prado Rando, junto a la ermita de la Virgen del Pinar. Guadino, escrito Godino en el siglo XVI, se estableció junto a la laguna de La Nava donde se han hallado algunos trozos de cerámica. Probablemente también es visigodo el topónimo Guerreros. En el Rincón de los Cubillos hay restos visigodos. El yacimiento más interesante de esta época es el de Navahornos, paraje llamado en la Edad Media "Los Fornos de Bragados". Este yacimiento altomedieval podría pertenecer a los siglos VII-VIII. Los restos hallados cuando ampliaron la ermita de la Virgen del Pinar, años 1956-1957, parecen indicar que fue construida sobre una necrópolis visigoda.

### Cantalejo cristiano
La diócesis de Segovia se crea en el siglo VI; pero los primeros evangelizadores de las zonas rurales son los eremitas. A unos siete kilómetros de Cantalejo se halla el eremitorio de las Hoces del Duratón, que tiene su centro litúrgico en la cueva de los Siete Altares. Estos eremitas con su vida heroica y ejemplo evangélico fueron cristianizando una población no encuadrada en instituciones eclesiásticas como la parroquia, inexistente o en estado embrionario. Otro eremitorio visigodo fue el de Laguna China, en Cantalejo. En el siglo XII allí existía la ermita de Santa Tevala, dedicada después a Santa María de Laguna China y a Santa María del Pinar, donde permanecieron santeras y santeros solitarios hasta el siglo XVI. Cercanos a esta ermita perviven topónimos de sabor eremítico, como Val de los Santos, Huertas de los Frailes y Hoyo del Fraile. Estos datos nos permiten suponer que Laguna China fue "la pila de bautismo" de los cantalejanos. En el año 1247 Cantalejo era una de las parroquias, (su patrón es San Andrés), más florecientes del arciprestazgo de Sepúlveda; pagaba a los canónigos de Segovia 31,5 maravedís y 3 sueldos al año y tenía un hermoso templo románico, ampliado a finales del siglo XVII hasta convertirse en el actual.

### Cantalejo, villa de señorío
Desde 1076 Cantalejo fue capital del principal ochavo de la Comunidad de Sepúlveda. El 12 de julio de 1640, Bartolomé Spinola, en nombre de Felipe IV y como factor general del rey, vendió la aldea realenga de Cantalejo a Fernando de Ojeda y Triviño, al precio de 15 000 maravedís cada vecino. Según el padrón que hicieron, había 113 vecinos. El 14 de mayo de 1641, don Gabriel Enríquez, juez comisario, recibió de las autoridades locales sus varas y se las entregó a don Fernando, señor de Cantalejo. Con este acto desapareció la aldea y nació la villa del señor de Cantalejo. Al día siguiente, don Fernando de Ojeda "dixo que, en señal de la posesión que le ha sido dada desta villa y como señor della, mandava y mandó se ponga orca y rollo, que es las insignias de jurisdicción de villa, y que se reconozca lo es y se pregone públicamente, en los sitios donde se fixare y en la plaça pública desta villa, ninguna persona sea osada a quitar la dicha orca y rollo, pena de cinquenta mill maravedis aplicados conforme hubiere lugar de derecho".

### Cantalejo, ciudad
Corrieron los años; Cantalejo mantuvo su vitalidad y aceleró su ritmo de crecimiento. En el siglo XIX aumentan los inmigrantes; los jóvenes en paro de los alrededores buscan esposa en Cantalejo, una "briquera", que sabía de caminos; otros establecen sus comercios y fábricas. El año 1898 Cantalejo alcanza 2143 habitantes, e intensifica la fabricación y comercialización de los trillos y cribas. El 9 de febrero de 1926, Alfonso XIII concedía a Cantalejo el título de ciudad. Al día siguiente se publicó en la Gaceta de Madrid este Real Decreto:

Queriendo dar una prueba de Mi Real aprecio a la villa de Cantalejo, provincia de Segovia, por el creciente desarrollo de su agricultura, industria y comercio y constante adhesión a la monarquía, Vengo en concederla el título de Ciudad y a su Ayuntamiento el tratamiento de Excelencia. Dado en Palacio a nueve de Febrero de mil novecientos veintiséis.
ALFONSO, El Ministro de la Gobernación,
SEVERIANO MARTÍNEZ ANIDO.

## Cultura

### Los arrieros
El entorno de Cantalejo en el límite de la Tierra de Pinares segoviana ofreció a sus habitantes la materia prima para dedicarse a la carpintería, oficio que llegó a ser un medio de vida muy importante. Este hecho se registra ya en el siglo XVIII cuando el catastro de Ensenada recogió las respuestas generales de 50 aserradores. Más tarde, a mediados del siglo XIX Miñano da fe de la actividad carpintera de los habitantes que fabricaban sobre todo artesas, duernos y puertas. Por entonces en el censo del Ayuntamiento se recogieron treinta carpinteros más 63 criberos y cedaceros. Al amparo de estas actividades empezaron a aparecer las tiendas. Los carpinteros eligieron la fabricación de trillos que llegará a ser una fabricación de mucha demanda y un producto que dará a Cantalejo una cierta identificación. Estos profesionales no se conformaron con la simple fabricación sino que lucharon por dar salida a los productos y ellos mismos se convirtieron en arrieros y buscaron la venta en otros lugares. A mediados del siglo XIX se desarrolló una gran actividad y se llegaron a contabilizar en la villa veinte arrieros. Salían a vender por los pueblos en primavera con sus carros repletos de cribas y trillos. El censo de la Segunda República dio cuenta de setenta y seis trilleros y cuarenta y nueve criberos.

### La gacería
La gacería es una variante lingüística hablada por los habitantes de la localidad, aparecida en los siglos XII-XIII. Sus primeros vocablos son de origen vasco y árabe. Cantalejo fue un importante núcleo comercial de maquinaria agraria, ya que sus habitantes fabricaban artesanalmente trillos, cribas, taburetes, arcones, yugos y carretas. Este auge de la industria en Cantalejo atrajo gente no castellana y poco a poco se formó una lengua franca de gramática castellana pero vocabulario gallego, vasco, árabe y catalán para poder entenderse entre ellos. En la actualidad la gacería ha ido perdiendo importancia, hasta que hoy la entienden unas 6000 personas.[cita requerida] Ejemplo: «En el vilorio de los briqueros, los manes y las sionas garlean la Gacería. (En el pueblo de los trilleros, los hombres y las mujeres hablan la gacería)».

## Geografía humana

### Demografía
Cuenta con una población de 3558 habitantes (INE 2024).
| Gráfica de evolución demográfica de Cantalejo entre 1842 y 2021 |
| |
| Población de derecho según los censos de población del INE Población de hecho según los censos de población del INEEntre el censo de 1970 y el anterior, crece el término del municipio porque incorpora a 40500 (Aldeonsancho) y 40537 (Valdesimonte) |

| 3453          | 3521 | 3462 | 3622 | 3764 | 3967 | 3997 | 3894 | 3918 | 4007 | 3782 | 3628 | 3543 | 3562 |
| (Fuente: INE) |      |      |      |      |      |      |      |      |      |      |      |      |      |

## Administración y política

Distribución del Ayuntamiento tras las elecciones municipales de 2023

### Lista de alcaldes
| Periodo   | Nombre                        | Partido |
| --------- | ----------------------------- | ------- |
| 1979-1983 | Manuel Agudiez Calvo          | AE      |
| 1983-1987 | Manuel Agudiez Calvo          | PSOE    |
| 1987-1991 | Manuel Agudiez Calvo          | PSOE    |
| 1991-1995 | José Antonio Sanz Martin      | PP      |
| 1995-1999 | José Antonio Sanz Martin      | PP      |
| 1999-2003 | José Antonio Sanz Martin      | PP      |
| 2003-2007 | José Antonio Sanz Martin      | PP      |
| 2007-2011 | José Antonio Sanz Martín      | PP      |
| 2011-2015 | José Antonio Sanz Martín      | PP      |
| 2015-2019 | Máximo San Macario de Diego   | PSOE    |
| 2019-2023 | Javier de Lucas Sanz          | PP      |
| 2023-act. | Ana Rosa Zamarro San Atanasio | PP      |

## Localidades hermanadas
| Ciudades hermanadas |         |                        |        |                  |        |
| País                | Ciudad  | Fecha de hermanamiento | Escudo | Web de la ciudad | Imagen |
| Francia             | Ligueil | 1980                   |        | Ligueil          |        |